# روابط عمان و مالزی
روابط عمان و مالزی (به انگلیسی: Malaysia–Oman relations) (مالایی: Hubungan Malaysia–Oman) به روابط دو جانبه بین کشورهای مالزی و عمان اشاره دارد. سفارت مالزی در مسقط می‌باشد و سفارت عمان در کوالا لامپور است.

## تاریخچه
روابط دیپلماتیک به صورت رسمی در سال ۱۹۸۳ بین دو کشور برقرار گردید و در پی آن، در همان سال سفارت مالزی در مسقط راه اندازی گردید. در روز ۳ مارس ۱۹۸۳، مهاتیر محمد، نخست‌وزیر مالزی یک دیدار رسمی از عمان انجام داد.
عمان در سال ۲۰۱۱، سفارت خود را در کوالا لامپور تأسیس کرد.

## روابط اقتصادی
مجموع مبادلات تجاری بین دو کشور، از ۲۸٫۱ میلیون دلار در سال ۱۹۹۵ به ۱٫۰۶ میلیارد دلار در سال ۲۰۰۶ افزایش پیدا کرد که طی این مدت، صادرات مالزی به عمان از ۲۶٫۴ میلیون دلار به ۱۰۸ میلیون دلار افزایش پیدا کرد و واردات آن از ۱٫۷ میلیون دلار به ۹۵۶ میلیون دلار رسید. در سال ۲۰۰۹ یک یادداشت تفاهم در جهت بهبود هماهنگی در مبادلات تجاری و بنگاه‌های کوچک و متوسط بین دو کشور به امضا رسید.تجارت بین دو کشور بین ماه ژانویه تا اکتبر ۲۰۱۰، بالغ بر ۵۰۰ میلیون رینگیت گردید که صادرات اصلی مالزی به عمان شامل روغن پخت‌وپز، ماشین‌آلات، لوازم و قطعات، محصولات چوبی و تولیدات الکترونیکی و برقی بود. این دو کشور توافق‌نامه‌ای مبتنی بر خرید مرغ منجمد توسط عمان از مالزی به ارزش ۱۲۰ میلیون رینگیت به امضا رساندند. عمان بیشتر مواد غذایی خود را، که تا ۸۰ درصد بالغ می‌شود، وارد می‌کند.
در سال ۲۰۱۳، حدود ۱٬۳۰۰ نفر از عمان در مالزی در حال تحصیل بودند و ۳۰٬۰۰۰ نفر گردشکر عمانی هم وارد مالزی شدند در حالی که ۱٬۰۰۰ نفر از مالزی در عمان، به ویژه در بخش‌های نفت و گاز، ساختار پزشکی و نیز فعالیت دانشگاهی مشغول به کار هستند. از سال ۲۰۱۷، هر دو کشور در حال فعالیت برای افزایش روابط تجاری بین خود هستند. در سال ۲۰۲۲، شیخ العباس ابراهیم حامدالحارثی، سفیر عمان اظهار داشت که این کشور به گسترش روایط خود با مالزی ادامه خواهد داد.